# Brasil Animado
Brasil Animado é um filme de animação brasileiro de 2011 dirigido por Mariana Caltabiano e distribuído pela Imagem Filmes. O filme é um longa-metragem dos mesmos criadores de As Aventuras de Gui & Estopa e foi gravado em 3D. Brasil Animado combina o uso de live-action e animação tradicional, a mesma tecnologia usada nos filmes americanos Who Framed Roger Rabbit (1988) e Space Jam (1996).

## Sinopse
Uma dupla de cachorros chamados Stress e Relax são o extremo oposto um do outro. Eles partem em busca do jequitibá-rosa, a árvore mais antiga do Brasil. Só que eles não sabem em que cidade ela está. Enquanto Relax só pensa em se divertir e conhecer a cultura de diferentes partes do Brasil, Stress fica cada vez mais ansioso para encontrar o jequitibá, já que espera ficar rico vendendo lembrancinhas da árvore.

## Produção
As filmagens de Brasil Animado foram iniciadas em 31 de outubro de 2009 e terminadas em 03 de dezembro de 2010.  Com um orçamento de 2 milhões, a parte da animação foi produzida pelo estúdio Mariana Caltabiano Criações e TeleImage, enquanto a parte em live-action foi gravada nos estúdios da Globo Filmes. Foram realizadas gravações no Rio de Janeiro, Salvador, Fortaleza, Canoa Quebrada, São Paulo, Foz do Iguaçu, Ouro Preto, Gramado, Brasília, Florianópolis e outras cidades, fazendo com que o filme seja uma espécie de cartão-postal das maravilhas do país. Brasil Animado foi a terceira maior bilheteria de filmes de animação produzidos no país. (Fonte: ABRANIMA e Ancine).

## Recepção
O filme Brasil Animado 3D recebeu Menção Honrosa no Grande Prêmio do Cinema Brasileiro em 2012.
Recebeu o prêmio de melhor filme infantil de língua portuguesa pelo Cineport em 2011.

O site Omelete deu uma nota de 2/5 e o Adoro Cinema uma nota de 1,5/5, Entre as coisas mais criticadas do filme estava a linearidade do enredo, o foco grande no fator educativo e a repetição demasiada da forma de como os eventos ocorriam.